# Куралбаев, Бекмахан Сыбанбаевич
Бекмахан Сыбанбаевич Куралбаев (каз. Бекмахан Сыбанбайұлы Құралбаев; 1 июля 1947, Таласский район Жамбылской области, СССР — 13 апреля 2018, Алма-Ата) — казахстанский учёный, врач-лечебник. доктор медицинских наук (2000), профессор (2001). Академик Международной академии наук.
Заслуженный деятель Казахстана (2012), заслуженный работник Казахстана (1996), Лауреат Государственной премии Республики Казахстан в области науки, техники и образования (2005).

## Биография
Родился 1 июля 1947 года в селе Акколь Таласского района Жамбылской области. Происходит из племени ысты.
В 1971 году окончил лечебный факультет Семипалатинского медицинского института.
В 2000 году защитил докторскую диссертацию на тему: «Теоретические и методологические основы совершенствования системы оказания медицинской помощи государственным служащим».
Автор около 300 научных трудов, издано свыше 10 монографии, больше 30 методических рекомендаций, под его научным руководством защищены 7 докторских и 15 кандидатских диссертаций.
Скончался 13 апреля 2018 года, похоронен на Кенсайском кладбище.

### Трудовая деятельность
С 1973 по 1976 год — участковый врач поликлиники, клинический ординатор Центрального института усовершенствования врачей, города Москвы;
С 1976 по 1979 год — младший научный сотрудник Казахского филиала института питания АМН СССР;
С 1979 по 1985 год — заместитель главного врача Республиканской клинической больницы;
С 1985 по 1991 год — главный врач Алма-Атинской ГКБ № 5;
С 1991 по 1992 год — старший референт, заместитель зав. отделом здравоохранения Аппарата Президента и Кабинета Министров РК;
С 1992 по 1994 год — начальник Алматинского областного управления здравоохранения;
С 1994 по 2009 год — главный врач центральной клинической больницы медицинского центра Управления делами Президента Республики Казахстан;
С 2009 по 2010 год — начальник медицинского центра Управления делами Президента Республики Казахстан;
С 2010 по 2012 год — главный врач Городской клинической больницы № 1 города Алматы;
С 2011 года — президент Акционерного Общества «Санаторий «Алматы» Медицинского Центра Управления Делами Президента Республики Казахстан, председатель Совета директоров в Казахском научно-исследовательском институте глазных болезней.

## Награды и звания
- Значок «Отличнику здравоохранения» (СССР);
- Нагрудный знак МЗ РК «За вклад в развитие здравоохранения Республики Казахстан»;
- Нагрудный знак МЗ РК «Отличник здравоохранения Республики Казахстан» (1997);
- Благодарственное письмо Первого Президента Республики Казахстан;
- 1996 (9 декабря) — почётное звание «Қазақстанның еңбек сіңірген қызметкері» (Заслуженный работник Казахстана) — за вклад в развитие отечественной медицины и общественную активность.;[3]
- 2003 (12 декабря) — Орден «Курмет»;[4]
- 2005 (16 ноября) — Государственная премия Республики Казахстан в области науки и техники за цикл работ «Модель реформирования и совершенствования системы оказания медицинской помощи на основе разработке и внедрения новых высокоэффективных технологии в рыночных условиях»;[5]
- 2012 (14 декабря) — почётное звание «Қазақстанның еңбек сіңірген қайраткері» (Заслуженный деятель Казахстана) — за большой вклад в развитие здравоохранения и многолетнюю добросовестную работу.;[6]
- Правительственные медали, в том числе:
  - Медаль «10 лет независимости Республики Казахстан» (2001);
  - Медаль «10 лет Конституции Республики Казахстан» (2005);
  - Медаль «10 лет Астане» (2008);
  - Медаль «20 лет независимости Республики Казахстан» (2011);
  - Медаль «20 лет Конституции Республики Казахстан» (2015);[7]